# بنفشه لشاب شلتونی
 بنفشه لشاب شلتونی(نام علمی: Viola sheltonii) نام یک گونه از سرده بنفشه است.